# Saltum
Saltum er en by i Vendsyssel med 678 indbyggere  (2024), beliggende 11 km syd for Løkken, 7 km nord for Pandrup og 15 km nord for Aabybro. Byen hører til Jammerbugt Kommune og ligger i Region Nordjylland. I 1970-2006 hørte byen til Pandrup Kommune.
Saltum hører til Saltum Sogn. Saltum Kirke ligger 1 km nord for byen, hvor primærrute 55 krydser sekundærrute 543 mellem Saltum Strand og Brønderslev. 2 km sydøst for byen ligger landsbyen Sønder Saltum. Den 2 ha store Nols Sø ligger nordvest for byen.

## Turisme
Ved Jammerbugt 6 km nordvest for Saltum ligger Saltum Strand, en bred og fast sandstrand, hvor man kan køre i bil mellem Rødhus og Løkken. 2 km fra stranden ligger Saltum Strand Camping. Forlystelsesparken Fårup Sommerland ligger 4 km vest for Saltum.

## Faciliteter
- Saltum Skole har 232 elever, fordelt på 0.-9. klassetrin.[2] Skolen driver også SFO, børnehave og vuggestue.[3]
- Nols Hallen ligger ved siden af skolen.
- Saltum Idrætsforening er grundlagt i 1904 og tilbyder fodbold, badminton, gymnastik, e-sport og kroket.[4]

## Historie

### Landsbyerne
I 1901 beskrives Nørre og Sønder Saltum således: "Nørre-Saltum, ved Aabyvejen, med Skole, Amtsepidemihus (opf. 1893, med 14 Senge), Apotek, Distriktslægebolig, Sparekasse (opr. 31/12 1869...Antal af Konti 161), Andelsmejeri og Telefonstation; Sønder-Saltum med Skole og Mølle;" Saltum lå oprindeligt omkring Saltum kirke, men på grund af sandflugt blev byen flyttet til sin nuværende beliggenhed.

### Stationsbyen
Der var nogenlunde lige mange gårde i de to landsbyer, men Nørre Saltum var klart den mest betydelige. Alligevel blev det Sønder Saltum, der fik station på Hjørring-Løkken-Aabybro Jernbane (1913-63), fordi den lå på den lige linje mellem nabostationerne Pandrup og Vester Hjermitslev. Saltum Station var en af banens mindste, men havde dog 87 m læssespor.
I banens tid fik Nørre Saltum desuden hotel, forsamlingshus og jordemoderhus, men Sønder Saltum fulgte godt med og fik hotel, forsamlingshus, bageri og telefoncentral. Efter at banen blev nedlagt, er Sønder Saltum ikke vokset ret meget, væksten kom i Nørre Saltum ved landevejen. Stationsbygningen er bevaret på Jerriksvej 9.

### Folketal og erhverv i Nørre Saltum
| 1906 | 1911 | 1916 | 1921 | 1925 | 1930 | 1935 | 1940 | 1945 | 1950 | 1955 | 1960 | 1965 |
| ---- | ---- | ---- | ---- | ---- | ---- | ---- | ---- | ---- | ---- | ---- | ---- | ---- |
| 334  | 304  | 299  | 404  | 384  | 409  | 511  | 499  | 588  | 586  | 602  | 641  | 603  |

I 1930 var erhvervssammensætningen: 76 levede af landbrug, 167 af industri og håndværk, 48 af handel, 25 af transport, 16 af immateriel virksomhed, 45 af husgerning, 27 var ude af erhverv og 5 havde ikke angivet oplysninger.

## Saltum Bryggeri
Saltum Bryggeri var oprindeligt et hvidtølsbryggeri og Urban-depot. Det blev i 1944 købt af familien Larsen, som ejede det indtil 1999, hvor Carlsberg købte det. Forinden havde Saltum opkøbt Houlbjerg Bryggeri og mineralvandsfabrikken Rørkjær. I mange år havde Saltum samarbejdet med Neptun Bryggeriet, som Carlsberg havde købt allerede i 1973. I 2000 blev salgsansvaret for Neptun overført til Saltum-Houlbjerg, som så skiftede navn til Saltum og Neptun Bryggerier. Samme år blev mineralvandsfabrikken Baldur overtaget fra Albani. Saltum og Neptun Bryggerier blev i 2010 fusioneret med selskabet Carlsberg.
Saltum Bryggeri havde sin egen boring 100 m ned i undergrunden. Efter overtagelsen i 1999 besluttede Carlsberg at tappe vandet herfra direkte på flasker og kalde det "Kildevæld". Det blev hurtigt en stor succes, som reddede bryggeriet i Saltum, da Carlsberg i 2007 trak sig ud af markedet for discount-sodavand. Det kostede 30-40 arbejdspladser. Men man investerede et to-cifret millionbeløb i robotter til pakkeafdelingen, så produktionen af kildevand blev udvidet til 30 millioner flasker om året. I den forbindelse blev medarbejderstaben udvidet fra 4 til 6.